# Dalkarlså
Dalkarlså [dalkaʂoː] är en bebyggelse i Bygdeå socken i Robertsfors kommun belägen strax söder om Bygdeå bredvid E4:an och cirka 16 km från centralorten Robertsfors. SCB klassade bebyggelsen som en småort från 1990 till 2020, där den norra delen klassades som en del av småorten till 2015, och där den delen vid avgränsningen 2020 klassades som en separat småort, Dalkarlså norr.

## Historia
Byn har anor från år 1539, då den för första gången omnämns i Gustav Vasas jordebok, då med 6 skattelagda hemman.
Byns namn skall enligt sägnen ha kommit till då en dalkarl vid namn Labb (ett förekommande namn i Dalarna vid denna tid) bosatte sig på Dalkarlsåns västra sida. Den plats där han reste sin gård kallas än idag Labbgården.
Under 1600-talet fanns det sex stycken gårdshushåll i byn. På grund av att ett flertal av männen skrevs ut till krigstjänst under 30-åriga kriget minskade dock åkerarealen i Dalkarlså. I början av 1670-talet bosatte sig Heinrich von Walter chef för Bygdeå kompani, i 
byn. von Walter köpte upp en mängd mark, blev socknens störste markägare och grundlade sin gård Älvsbacka. Med tiden blev han även överstelöjtnant och adlades.
Vid storskiftet 1796 fanns sju hemmansägare i byn och den huvudsakliga försörjningen kom från jordbruk och fiske.
Häggströmska Handelshuset var under perioden 1800–1874 en av Västerbottens mest framträdande arbetsgivare. Handelshuset hade sin bas på Dalkarlså herrgård (idag Dalkarlså folkhögskola).
I Dalkarlså levde och verkade Sveriges första kvinnliga postmästare.

## Samhället
Dalkarlså folkhögskola är belägen i den gamla herrgården i centrala Dalkarlså.